# 西集镇 (枣庄市)
西集镇，是中华人民共和国山東省枣庄市山亭区下辖的一个乡镇级行政单位。

## 行政区划
西集镇下辖以下行政村：
东庄村、西集村、刘庄村、冯庄村、北官庄村、河南村、卢山口村、东集村、东河岔村、辘井南庄村、翼云村、伏里村、西河岔村、南河岔村和马庄村。
翼云村原名常山村，因所辖自然村凤凰庄区域修建机场而改名，故机场被命名为枣庄翼云机场。
伏里村有全国重点文物保护单位建新遗址。